# الأرصاد الجوية الفلسطينية
الأرصاد الجوية الفلسطينية هي هيئة حكومية تتبع وزارة النقل والمواصلات الفلسطينية، تقدم خدمة الأرصاد الجوية الوطنية لدولة فلسطين، يقع مقرها الرئيسي في مدينة البيرة في محافظة رام الله والبيرة، بالإضافة لمقرها الرئيسي لديها محطات رصد على امتداد الأراضي الفلسطينية.

## التاريخ
تملك الأرصاد الجوية بيانات محطة مطرية تعود إلى عام 1900 في مدرسة دير تل زياد في بيت لحم. إلا أن عمليات الرصد الجوي بدأت في فلسطين أثناء فترة الانتداب البريطاني في عام 1923 بطريقة يدوية، وذلك في محطات هي القدس، وأريحا، وبيت قاد، وطولكرم، والعروب ووادي الفارعة حيث كان مختصون يجمعون بيانات حول الحرارة، والرطوبة، والأمطار والضغط الجوي. بعد النكبة، تولت الأردن إدارة الضفة الغربية وانتقلت تبعية محطات الرصد الجوي فيها إلى دائرة الأرصاد الجوية الأردنية، وأيضًا تولت مصر إدارة قطاع غزة وانتقلت تبعية المحطة الموجودة في قطاع غزة إلى الهيئة العامة للأرصاد الجوية المصرية. بعد حرب 1967، احتلت إسرائيل ما تبقى من فلسطين التاريخية، واستولت على شبكة المحطات الجوية العاملة في الأراضي الفلسطينية. 
بعد إنشاء السلطة الفلسطينية نتيجة اتفاقيات أوسلو، انتقلت تبعية المحطات الجوية إلى السلطة الوطنية الفلسطينية، حيث أرسلت عددًا من المتدربين الفلسطينيين إلى مصر ليشكلوا بعدها نواة الأرصاد الجوية الفلسطينية.
في عام 1997، أصبح لدى الأرصاد الجوية الفلسطينية كادر قادر على القيام بأعمال الأرصاد الجوية، كذلك أصبحت الأرصاد الجوية إدارة عامة بموجب مرسوم رئاسي تتبع لوزارة النقل والمواصلات. في عام 1999، صارت الأرصاد الجوية الفلسطينية عضوًا مراقبًا في المنظمة العالمية للأرصاد الجوية وعضوًا دائمًا في اللجنة العربية الدائمة للأرصاد الجوية.

## المهام
تتولى الأرصاد الجوية الفلسطينية قياس عناصر الطقس، وإنشاء شبكة محطات الرصد الجوي، وإصدار النشرات والتنبؤات الجوية العادية والتحذيرية، وبناء بنك للمعلومات المناخية والمساهمة في سلامة الملاحة الجوية والبحرية، والتخطيط الإنشائي والاقتصادي ومشاريع التنمية الزراعية.

## الانتشار
تنتشر الأرصاد الجوية الفلسطينية في محافظات دولة فلسطين كافة، حيث تطورت منذ تأسيسها، ففي عام 1999، افتتحت محطتي رصد جوي في مدينة رام الله ومطار غزة الدولي. وفي عام 2008، ركبت الأرصاد الجوية الفلسطينية خمس محطات في أريحا، وطولكرم، وبيت لحم، وكردلة ودوما، وأيضًا وزعت أكثر من 50 محطة مطرية. تضم اليوم أسطول فاق أكثر من مئة محطة مطرية، و15 محطة رصد إلكترونية تقدم بيانات كل ربع ساعة.
تُعيق سلطات الاحتلال الإسرائيلي محاولات الأرصاد الجوية الفلسطينية التطور وامتلاك محطة رادارات جوية بحججٍ أمنية.

## روابط خارجية
- الموقع الرسمي